# Marcel Houyoux
Marcel Houyoux est un coureur cycliste belge, né à Bouffioulx le 2 mai 1903 et mort le 28 novembre 1983 à Charleroi. Professionnel en 1925 et de 1931 à 1935, il remporte notamment Liège-Bastogne-Liège en 1932. 

## Palmarès
- 1926
  - 6e étape du Tour de Belgique indépendants
- 1927
  - 2e de Binche-Tournai-Binche
  - 2e de Bruxelles-Luxembourg-Mondorf
  - 3e du championnat de Belgique des indépendants
- 1928
  - Bruxelles-Bellaire
  - 2e du Tour de Belgique indépendants
  - 2e du championnat de Belgique des indépendants
- 1929
  - 1re étape du Tour de Belgique indépendants
  - 3e de Bruxelles-Liège
  - 3e du Tour des Flandres des indépendants
- 1930
  - 2e de Bruxelles-Liège
- 1931
  - 2e de Liège-Bastogne-Liège
- 1932
  - Liège-Bastogne-Liège
  - 2e étape du Tour de Belgique